# Back for the First Time
Back for the First Time — другий студійний альбом американського репера Лудакріса, випущений 17 жовтня 2000 року на лейблах Disturbing tha Peace і Def Jam South. Цей альбом став дебютом Лудакріса на великому лейблі.

## Передісторія
Більшість пісень взято з його першого незалежного альбому Incognegro 1999 року, за винятком «Stick 'Em Up», «Southern Hospitality», реміксу «What's Your Fantasy» та «Phat Rabbit».

## Комерційний успіх
Альбом дебютував на 4-му місці в американському чарті Billboard 200 і розійшовся тиражем 133 000 копій за перший тиждень продажів. Станом на листопад 2009 року в США було продано 3,1 мільйона копій альбому. Згодом альбом отримав тричі платиновий сертифікат Асоціації звукозаписної індустрії Америки (RIAA) за продаж понад 3 мільйони копій.

## Список композицій
| #   | Назва                                                                  | Продюсер(и)            | Тривалість |
| --- | ---------------------------------------------------------------------- | ---------------------- | ---------- |
| 1.  | «U Got a Problem?»                                                     | Shondrae               | 4:55       |
| 2.  | «Game Got Switched»                                                    | Organized Noize        | 4:09       |
| 3.  | «1st & 10» (за участю Infamous 2-0 і Fate Wilson)                      | Shondrae               | 3:43       |
| 4.  | «What's Your Fantasy» (за участю Shawnna)                              | Shondrae               | 4:35       |
| 5.  | «Come on Over (Skit)»                                                  | Ludacris, Infamous 2-0 | 1:03       |
| 6.  | «Hood Stuck»                                                           | Ludacris               | 4:21       |
| 7.  | «Get Off Me» (за участю Pastor Troy)                                   | Jermaine Dupri         | 2:45       |
| 8.  | «Mouthing Off» (за участю 4-Ize)                                       | Ludacris               | 3:03       |
| 9.  | «Stick 'Em Up» (за участю UGK)                                         | Shondrae               | 5:05       |
| 10. | «Ho (Skit)»                                                            | Ludacris, Infamous 2-0 | 0:42       |
| 11. | «Ho»                                                                   | Shondrae               | 2:50       |
| 12. | «Tickets Sold Out (Skit)»                                              | Mike Johnson           | 0:32       |
| 13. | «Catch Up» (за участю Infamous 2-0 і Fate Wilson)                      | Ludacris, Fate Wilson  | 4:14       |
| 14. | «Southern Hospitality» (за участю Фаррелла)                            | The Neptunes           | 5:00       |
| 15. | «What's Your Fantasy (Remix)» (за участю Trina, Shawnna та Foxy Brown) | Shondrae               | 4:37       |
| 16. | «Phat Rabbit»                                                          | Timbaland              | 4:58       |

## Чарти

### Щотижневі чарти
| Чарт (2000)                            | Найвища позиція |
| -------------------------------------- | --------------- |
| Велика Британія UK Albums (OCC)        | 160             |
| США Billboard 200                      | 4               |
| США Top R&B/Hip-Hop Albums (Billboard) | 2               |

### Річні чарти
| Чарт (2000)                             | Позиція |
| --------------------------------------- | ------- |
| US Top R&B/Hip-Hop Albums (Billboard)   | 96      |
| Чарт (2001)                             | Позиція |
| Canadian Albums (Nielsen SoundScan)     | 193     |
| Canadian R&B Albums (Nielsen SoundScan) | 42      |
| Canadian Rap Albums (Nielsen SoundScan) | 20      |
| US Billboard 200                        | 29      |
| US Top R&B/Hip-Hop Albums (Billboard)   | 11      |

## Сертифікації
| Регіон                                             | Сертифікація  | Продажі    |
| -------------------------------------------------- | ------------- | ---------- |
| Канада (Music Canada)                              | Золотий       | 50 000^    |
| США (RIAA)                                         | 3× Платиновий | 3 000 000^ |
| ^відвантаження, що базуються лише на сертифікаціях |               |            |